# Ritterschaftlicher Adel des Großherzogtums Hessen
Der Ritterschaftliche Adel des Großherzogtums Hessen umfasste eine Reihe von Familien, die mit besonderen Privilegien ausgestattet waren, die sie zum Teil bis zum Ende der Monarchie 1918 behielten.

## Grundlage
Die Mediatisierung hatte der dabei zum Großherzogtum Hessen avancierten Landgrafschaft Hessen-Darmstadt die Oberhoheit über eine Reihe bisher reichsunmittelbarer Territorien eingebracht. Soweit deren Regierende einen Sitz im Reichstag gehabt hatten, wurden sie nun zu Standesherren. Adelige, die zwar reichsunmittelbar gewesen waren, aber keinen solchen Sitz gehabt hatten, bildeten nun den einen Teil des ritterschaftlichen Adels des Großherzogtums Hessen. Der andere Teil war landsässiger Adel aus der ehemaligen Landgrafschaft Hessen-Darmstadt sowie weiterer mediatisierter und säkularisierter Gebiete, die in ihr aufgegangen waren. Beide Gruppen wurden im Staatsrecht des Großherzogtums nicht unterschieden.

## Patrimonialgerichtsbarkeit
Einige dieser Familien besaßen Patrimonialgerichte. 
Die Stellung als Inhaber solcher Patrimonialgerichte blieb durch den Übergang der adeligen Herrschaften an die Landgrafschaft, aus der 1806 das Großherzogtum wurde, zunächst unberührt. Patrimonialgerichte waren im Großherzogtum Hessem erstinstanzliche Gerichte, die den Hofgerichten nachgeordnet waren, wie alle übrigen Ämter im Großherzogtum.
Da die Aufgaben der Patrimonialgerichte in Rechtsprechung und Verwaltung aber eine Konkurrenz zum staatlichen Gewaltmonopol darstellten, war das Großherzogtum bemüht, diese vertraglich von den Adeligen zu übernehmen. Dies gelang auch in allen Fällen in den ersten Jahrzehnten des 19. Jahrhunderts, nicht zuletzt, weil das Wahrnehmen dieser Aufgaben für die Familien zunehmend zu einer wirtschaftlichen Belastung wurde.

### Familien, die Patrimonialgerichtsbarkeit besaßen
- von Albini
- von Buseck
- von Frankenstein
- von Gemmingen
- Freiherr von Haxthausen
- Krug von Nidda
- Graf von Lerchenfeld
- Löw von Steinfurth
- Nordeck zur Rabenau
- Rau von Holzhausen
- Schenck zu Schweinsberg
- von Venningen
- Wambolt von Umstadt
- Wetzel genannt von Carben

## Privilegien
Diejenigen Adeligen, die ein Patrimonialgericht besaßen, erhielten mit der „Deklaration über die Verhältnisse der ehemaligen unmittelbaren Reichsritterschaft“ von 1807 eine Reihe von Privilegien, die aber überwiegend im Laufe des 19. Jahrhunderts abgebaut wurden. Dazu zählte ein Gerichtsstandsprivileg, das besagte, dass Klagen gegen Mitglieder dieses Personenkreises ausschließlich am Hofgericht erhoben werden durften. Das entfiel 1848. Der Versuch seitens der Regierung von Reinhard Carl Friedrich von Dalwigk in der Phase des „Roll-Back“ nach der Revolution, diese Privilegien zu restituieren, scheiterte am Widerstand der zweiten Kammer der Landstände.
Nach Art. 53 der Verfassung des Großherzogtums Hessen vom Dezember 1820 wählte der ritterschaftliche Adel sechs Abgeordnete aus seinen Reihen in die Zweite Kammer der Landstände. 1862 gab es dafür 24 aktiv Wahlberechtigte. Nach einer Wahlrechtsreform 1872 wandelte sich das in die Wahl zweier Abgeordneter in die erste Kammer. Voraussetzung dafür war immer ausreichender Grundbesitz in Hessen. 1856 war das Grundbesitz im zu versteuernden Wert von 1770 Gulden, 1872 im Wert von 1.200 fl, am Ende des 19. Jahrhunderts von mindestens 2.100 Mark.
Alle anderen „Sonderrechte“, sei es eine Mitgliedschaft im Ritterschaftlichen Stift Kaufungen oder die Ausübung von Patronatsrechten, wurden am Ende des 19. Jahrhunderts nicht als staatsrechtlich begründete Privilegien, sondern als privatrechtliche Verpflichtungen und Ansprüche eingestuft.

## Sonderfall Riedesel
Bei den Freiherren von Riedesel war zweifelhaft, ob sie als ritterschaftlicher Adel oder als Standesherren zu behandeln waren. In der Praxis wurden sie aber als Standesherren behandelt und diesen gleichgestellt. Einige Rechtsakten nennen sie aufgrund dieser Zweifel neben den Standesherren ausdrücklich. 1827 wurden sie dann offiziell den Standesherren gleichgestellt.

## Nobilitierungen
Adelserhebungen oder Standeserhöhungen wurden im Großherzogtum Hessen in ähnlich geringem Umfang vorgenommen wie den anderen deutschen Kleinstaaten. Zwischen 1806 und 1918 erfolgten 172 derartige Vorgänge also im Schnitt 1,5 je Jahr.
| Landgraf                 | "von" | Adelsanerkennung | Freiherr | Graf/Fürst | Summe |
| ------------------------ | ----- | ---------------- | -------- | ---------- | ----- |
| Ludwig I. (1806–1830)    | 21    | 12               | 14       | 1/1        | 49    |
| Ludwig II. (1830–1848)   | 14    | 5                | 4        | 0/1        | 24    |
| Ludwig III. (1848–1877)  | 19    | 11               | 11       | ./.        | 41    |
| Ludwig VI. (1877–1892)   | 7     | 3                | 3        | 1/0        | 14    |
| Ernst-Ludwig (1892–1918) | 19    | 1                | 5        | ./.        | 25    |

Die Erhebungen in den Fürstenstand betrafen Adolph Ernst zu Sayn-Wittgenstein-Hohenstein (1813) und Ernst Casimir von Ysenburg und Büdingen (1840), die Erhebungen in den Grafenstand Wolf von Uetterodt (1829) und Karl zu Nidda (1883).
Der größte Teil der Nobilitierten waren hohe Beamte. Etwa ein Viertel der Nobilitierungen betrafen Offiziere. Insbesondere unter Ludwig III. war auch ein wichtiger Anteil als Gutsbesitzer oder Unternehmer tätig.
| Landgraf                 | Beamte | Offiziere | Gutsbesitzer | Unternehmer | Summe |
| ------------------------ | ------ | --------- | ------------ | ----------- | ----- |
| Ludwig I. (1806–1830)    | 27     | 9         | 1            | 0           | 37    |
| Ludwig II. (1830–1848)   | 9      | 7         | 1            | 2           | 19    |
| Ludwig III. (1848–1877)  | 20     | 14        | 10           | 6           | 50    |
| Ludwig VI. (1877–1892)   | 5      | 4         | 2            | 2           | 13    |
| Ernst-Ludwig (1892–1918) | 17     | 6         | 2            | 4           | 29    |

Hinweis: Doppelnennungen sind möglich/Nur Neunobilitierungen, keine Adelsanerkennungen und Standeserhöhungen.
Auch wenn der neue und der alte Adel formal gleichgestellt war, konnte von einer Vermischung der beiden Gruppen keine Rede sein. Dies zeigt die Untersuchung des Konnubiums. Selbst in der zweiten Generation nach der Nobilitierung heirateten neuadlige Töchter lediglich zu 14,5 % in altadlige Familien ein, neuadligen Söhnen gelang dies nur zu 3,5 %.